# Korosten
Korosten (Oekraïens: Ко́ростень, historisch ook Iskorosten; Pools: Korosteń) is een stad in de provincie Zjytomyr aan de rivier de Oezj in het noorden van Oekraïne. Korosten had in 2018 63.525 inwoners. Volgens de volkstelling van 1926 vormden de joden toen de meerderheid van de bevolking. Oekraïense nationalisten van het  Oekraïense Opstandelingenleger  doodden 238 joden tijdens de pogrom in augustus 1941.

## Geschiedenis
De stad werd meer dan een millennium geleden gesticht en was de hoofdstad van de Drevljanen, een oude Slavische stam.
Tijdens de Tweede Wereldoorlog werd Korosten bezet door het Duitse leger van 7 augustus 1941 tot 28 december 1943. Het werd kort heroverd door het Rode Leger tijdens het offensief van Kiev op 17 november 1943, maar deze moesten zich terugtrekken na een sterke Duitse tegenaanval. De stad is tijdens de oorlog verwoest.
Na het nucleaire incident in Tsjernobyl in mei 1986, dat ongeveer 90 kilometer verderop plaatsvond, werd de stad uitgeroepen tot gebied van vrijwillige evacuatie.

## Economie
Het Industriepark Korosten (KIP) is een industriezone binnen de stad. De totale oppervlakte is 246 hectare. Het conceptontwerp van het park is ontwikkeld door het Tsjechische ontwerpbureau DHV. Het project beoogt de oprichting op het grondgebied van hightech-ondernemingen, ondernemingen van de lichte en middelzware industriële productie, assemblage, integratie, oppervlakteverwerking, lichttechniek en elektrische industrie. De bouw van een fabriek voor het vervaardigen van mdf-platen is bijna voltooid. Deze fabriek wordt de eerste fabrikant van mdf-platen in Oekraïne.

## Aardappelpannekoekjesfestival
Jaarlijks wordt op de derde zaterdag van september in het stadspark het Internationale festival van de aardappelpannenkoekjes (Oekraïens: деруни, translit. Deroeni) gehouden.
Het hoogtepunt van het festival is de competitie om de lekkerste pannenkoekjes. Een jury bepaalt de winnaar. Voor een paar hryvnia's kan elke proever een certificaat krijgen en zo jurylid worden. Verschillende wedstrijden, tentoonstellingen, het proeven van traditionele Polesische dranken, tentoonstellingen en uitvoeringen door volksmuziekensembles worden uitgevoerd.